# Colpodea
Classe
Les Colpodea sont une classe de protistes de l'embranchement des Ciliés (Ciliophora).

## Liste des ordres
Selon GBIF (7 octobre 2022) :
- Bryometopida Foissner, 1985
- Bryophryida de Puytorac et al., 1979
- Bursariomorphida  Fernández-Galiano, 1978
- Colpodida de Puytorac et al., 1974
- Cyrtolophosidida Foissner, 1978
- Grossglockneriida Foissner, 1980
- Sorogenida Foissner, 1985

## Systématique
Le nom valide de ce taxon est Colpodea Small & Lynn, 1981.